# Samuel Hartlib
Samuel Hartlib (ur. ok. 1600 w Elblągu, zm. 12 marca 1662 w Londynie) – angielski reformator pedagogiki i rolnictwa, pochodzenia niemieckiego.

## Życiorys
Pochodził z rodziny kupieckiej. Studiował w gimnazjum w Brzegu, uniwersytecie w Królewcu, kalwińskiej akademii w Herborn i uniwersytecie w Cambridge. Z obawy przed szwedzkim najazdem na Pomorze od 1628 mieszkał na stałe w Anglii. Początkowo prowadził szkołę w Chichester, w której próbował propagować własne idee filozoficzne. W 1629 poślubił Mary Burmingham. Ich syn Samuel Jr był urzędnikiem, córka Mary wyszła za lekarza i chemika Fredericka Cloda, zaś córka Anna (Nan) – za kupca, pisarza i kaznodzieję rodem z Utrechtu Johannesa Rodera. Od 1630 mieszkał w Londynie. W okresie wojny domowej zajmował się studiami rolniczymi i przygotowywaniem publikacji na ten temat. W 1644 zaprzyjaźniony z nim John Milton zadedykował Hartlibowi Traktat o edukacji (Tractate on Education), do którego napisania go zachęcał. Oliver Cromwell wyznaczył Hartlibowi pensję w wysokości 100 funtów rocznie, później podwyższoną do 300. Utracił ją po restauracji monarchii i zmarł w nędzy. Jego śmierć mogła być spowodowana zażywaniem rozcieńczonego kwasu siarkowego jako lekarstwa na kamienie żołądkowe.

## Działalność naukowa
Za swój główny cel jako naukowca uważał "utrwalenie całości ludzkiej wiedzy i udostępnienie jej dla oświecenia całej ludzkości". Projektował maszyny liczące, kosiarki i siewniki. W swoich traktatach pedagogicznych popierał poglądy Jana Amosa Komeńskiego (np. A Reformation of Schooles... z 1642). Tłumaczył także jego dzieła, np. Pansophię (1641). Za jego zachętą Komeński odwiedził Anglię w 1641. W 1641 ukazało się dzieło Hartliba (przypisywane przez współczesnych uczonych jego uczniowi Gabrielowi Plattesowi) Macaria - utopijna wizja społeczeństwa oparta na filozofii Francisa Bacona i Komeńskiego. W swoich pracach pedagogicznych (m.in. Considerations Tending to the Happy Accomplishment of England’s Reformation in Church and State z 1647, czy True and Readie Way to Learne the Latine Tongue z 1654) upowszechniał ideę szkolnictwa powszechnego, stypendiów dla biednej młodzieży, utworzenia państwowego instytutu badań naukowych oraz międzynarodowej instytucji zajmującej się współpracą w dziedzinie oświaty i religii. W Relation of that which hath been lately attempted to procure Ecclesiastical Peace among Protestants z 1641 nawoływał do zaprzestania waśni między wyznaniami protestanckimi. Propagował holenderskie zdobycze agrotechniczne, np. sadzenie warzyw bogatych w azot.  

## Ważniejsze dzieła
- Conatuum Comenianorum praeludia (1637)
- Description of the Famous Kingdome of Macaria (1641)
- Relation of that which hath been lately attempted to procure Ecclesiastical Peace among Protestants (1641)
- A Reformation of Schooles . . . (1642)
- Considerations Tending to the Happy Accomplishment of England’s Reformation in Church and State (1647)
- London’s Charity Enlarged (1650)
- Essay for [the] Advancement of Husbandry (1651)
- True and Readie Way to Learne the Latine Tongue (1654)
- The Reformed Commonwealth of Bees (1654)